# Західне оперативно-територіальне об'єднання НГУ
Західне територіальне управління (Західне ТрУ, в/ч 2250) — оперативно-територіальне управління (об'єднання еквівалентне дивізії) Національної гвардії України.

## Історія
На підставі Закону України «Про Національну Гвардію України» в січні 1992 року було сформоване управління 5-ї дивізії НГУ (в/ч 2250) у м. Львові на базі управління дислокованого у місті 10-го окремого мотострілецького Римнікського орденів Кутузова, Богдана Хмельницького і Червоної Зірки полку оперативного призначення внутрішніх військ МВС СРСР (в/ч 3238).
Указом Президента України від 17 грудня 1999 року всі підрозділи 5-ї дивізії НГУ були передані до складу Внутрішніх військ МВС України. Законом України від 11 січня 2000 року НГУ була розформована.
Відповідно до наказу Міністра внутрішніх справ України на базі Управління 5 дивізії внутрішніх військ МВС України створено управління Західного територіального командування внутрішніх військ МВС України.
Після відновлення Національної гвардії України в 2014 році на основі внутрішніх військ Західне територіальне командування було перетворене на Західне територіальне управління НГУ.

## Структура
- Управління (в/ч 2250, м. Львів)[1]

- 2 Галицька бригада, в/ч 3002, м. Львів, м. Тернопіль
- 14 бригада оперативного призначення імені Івана Богуна, в/ч 3028, м. Калинівка Вінницької області[2]
- 24-й полк, в/ч 3113, м. Чернівці
- 26-й полк, в/ч 3115, м. Ужгород
- 36 полк, в/ч 3053 м. Хмельницький, м. Кам'янець-Подільський[3]
- 40 полк, в/ч 3008, м. Вінниця
- 45 полк оперативного призначення імені Олександра Красіцького, в/ч 4114, м. Львів[4]
- 50 полк, в/ч 1241, м. Івано-Франківськ[5]
- 15-й окремий батальйон, в/ч 3055, м. Рівне, м. Сарни
- 32 окремий батальйон, в/ч 1141, м. Луцьк[6]

## Командування
- генерал-майор Конопляник Сергій Володимирович
- генерал-майор Аллеров Юрій Володимирович — 2010 — лютий 2012
- генерал-майор Рачок Олександр Степанович — лютий 2012 — серпень 2012
- генерал-майор Аллеров Юрій Володимирович — з серпня 2012
- генерал-лейтенант Гордійчук Володимир Іванович (30 березня 2016 — 2019)[7][8]
- генерал-лейтенант Набок Олександр Миколайович (2019 — т.ч.)[9]
- бригадний генерал Буравков Олександр Анатолійович (з 2022)